# Vitalij Mykolenko
Vitalij Serhiyovych Mykolenko (ukrainsk: Віталій Сергійович Миколенко, født 29. maj 1999) er en ukrainsk fodboldspiller, der spiller for Premier League-klubben Everton og det ukrainske landshold.

## Klubkarriere

### Dynamo Kyiv
Den 20. august 2017 debuterede Vitalij i Ukrainsk Premier League for førsteholdet i en sejr imod Stal Kamianske.
Den 25. oktober 2018 debuterede han i Europa League for klubben i en 2-1 sejr imod Stade Rennais på Roazhon Park.

### Everton F.C.
Den 1. januar 2022 skiftede Vitalij til Everton.
Den 8. maj 2022 scorede han sit første mål for klubben i en 2-1 sejr imod Leicester City.

## Landsholdskarriere
Den 20. november 2018 debuterede Vitalij for det ukrainske landshold på alderen af 19 i en venskabskamp imod Tyrkiet.